# Kyrkans Ungdom (Finland)
Förbundet Kyrkans Ungdom är en svenskspråkig väckelserörelse inom den Evangelisk-lutherska kyrkan i Finland och har anor från början av 1900-talet. Den fyller 100 år 2020. Rörelsen är aktiv främst i Svenska Österbotten inom Borgå stift. 
Kyrkans Ungdom ordnar varje år ett Sommarläger för hela familjen i Pieksämäki. Detta är ett stort evenemang inom Borgå stift.
Förbundet ordnar även Midsummerfestival - en ungdomsfestival med modern andlig musik, andra ungdomarsläger och -resor samt har Seniorarbete.
Förbundets språkrör är tidningen Kummin.